# Tyrannosaurus Hives
Tyrannosaurus Hives is het vierde album van de Zweedse rockband The Hives. Dit album is uitgekomen in 2004.

## Tracklist
1. Abra Cadaver
2. Two-Timing Touch and Broken Bones
3. Walk Idiot Walk
4. No Pun Intended
5. A Little More For Little You
6. B Is For Brutus
7. See Trough Head
8. Diabolic Scheme
9. Missing Link
10. Love In Plaster
11. Dead Quote Olympics
12. Antidote